# Compagni miei atto I
Compagni miei atto I (Twist again à Moscou) è un film del 1986 diretto da Jean-Marie Poiré.